# Восстание в Кайтаге и Табасаране
Восстание в Кайтаге и Табасаране  — восстание в Кайтаге против Российской империи, произошедшее в 1831 году в ходе Кавказской войны в Дагестане.

## Предыстория
В 1831 году Кайтаг чуть ли не поголовно вступил под знамёна имама Гази-Магомеда. 

«Мы приняли учение тариката, святой шариат свято исполняем, признаем нашим муршидом муллу Магомеда. Зато, Бог нам поможет, не устояли против нас ни русские солдаты, ни мусульманские всадники, на горе Кургул, где был разбит шах Надир, мы разбили гяуров, муршид благословил тебя на газават в Табасаран, Кайтаг, Терекеме и все тамошние дагестанские народы ждут тебя, иди же с нами на газават».
За ним пошли каба-даргинцы, сюргинцы и часть акушинцев. Генерал-майор Каханов получил информацию от дербентского коменданта, что кайтагцы зовут вольную часть табасаранцев для нападения на российские сообщения между Дербентом и Тарки. Их деятельность под командованием прапорщика Навруз бека Падарского, полностью прекратила сухопутное сообщение между Дербентом и крепостью Бурною. Это побудило царское начальство приступить к более радикальным мерам.

## Ход боевых действий
Приказано было немедленно наступать с двух сторон: от Дербента и с Кавказской линии. Собранный с этою целью в конце сентября 1831 года, отряд у Дербента, из 3500 пехоты, 3000 конницы, при 20 орудиях, под начальством тогдашнего главноуправляющего Закавказским краем, генерал-адъютанта Панкратьева, вторгнулся в Кайтаг.

16 октября 1831 года — начало экспедиции генерала Панкратьева. 
Противник проявил такое упорство, действовал так решительно, что наш отряд так и не смог одержать над ним верх и сражение закончилось не столько благодаря нашему успеху, сколько наступлением темноты. 
Сражение восставшие проиграли. Но шариат, который хотели убрать царские силы, был там сохранен.